# 奈迈什拉多尼
奈迈什拉多尼，是匈牙利沃什州所辖的一个村，总面积5.67平方公里，总人口127，人口密度22.4人/平方公里（2010年1月1日）。